# YF-73
Le YF-73 est le premier moteur-fusée chinois à ergols liquides utilisant le mélange cryogénique hydrogène liquide/oxygène liquide. Développé au début des années 1970, ce moteur de 44,15 kN de poussée (environ 4 tonnes) est utilisé par le dernier étage de la famille de lanceurs Longue Marche 3, chargé de placer les satellites de télécommunications en orbite géostationnaire. Le premier vol de ce moteur a lieu en 1984. À compter de 1994, il est progressivement remplacé par l'YF-75, une version plus puissante et plus fiable.   

## Historique
Début 1961, la Chine commence ses recherches sur les propulseurs à ergols liquides utilisant le mélange cryogénique hydrogène liquide/oxygène liquide, à l'initiative de l'académicien Qian Xuesen. En mars 1965, une première chambre de combustion produisant une poussée de 200 kg est testée avec succès. En 1970, le système d'allumage et la chambre de combustion d'un moteur de 800 kg de poussée sont développés. Les travaux sur un prototype de 4 tonnes de poussée débutent en octobre 1970. Le moteur, qui utilise un cycle à générateur de gaz, est mis à feu pour la première fois le 25 janvier 1975. Le gouvernement chinois décide en mars 1975 de passer au stade industriel (projet 311), afin de fournir un moteur performant à l'étage supérieur du lanceur Longue Marche 3. Le premier vol, qui a lieu le 8 avril 1984, lance Dong Fang Hong 2, le premier satellite de télécommunications chinois en orbite géostationnaire. Le moteur est utilisé à treize reprises (dont trois échecs) avant d'être retiré du service en 2000 au profit de l'YF-75, à la fois plus puissant et plus fiable.  

## Caractéristiques techniques
Le YF-73 brûle un mélange cryogénique hydrogène liquide/oxygène liquide avec un ratio oxygène/hydrogène de 5. Il propulse le troisième étage de la première version du lanceurs Longue Marche 3. Le YF-73 est constitué de quatre moteurs accouplés, disposant chacun de leurs propres générateurs de gaz et turbopompes. La pression dans la chambre de combustion est de 26 bars et le rapport d'expansion de la tuyère est de 40. Son impulsion spécifique est de 425 secondes dans le vide. La poussée est de 4,4 tonnes. L'orientation de la poussée du moteur peut être modifiée grâce à deux vérins et il peut être rallumé une fois. Il est haut de 1,44 mètre avec un encombrement maximal de 2,2 m en largeur et pèse 236 kilogrammes,.